# Hexatoma albiprivata
Hexatoma albiprivata là một loài ruồi trong họ Limoniidae. Chúng phân bố ở miền Ấn Độ - Mã Lai.